# 청도유등제
청도유등제는 경상북도 청도군에서 개최되는 지역 유등 축전이다.